# Hyalopontius boxshalli
Hyalopontius boxshalli is een eenoogkreeftjessoort uit de familie van de Megapontiidae. De wetenschappelijke naam van de soort is voor het eerst geldig gepubliceerd in 1988 door Humes.